# Campionato europeo femminile di pallamano
Il campionato europeo femminile di pallamano è la principale competizione internazionale europea di pallamano riservata a squadre nazionali femminili. La prima edizione venne disputata nel 1994 e si tiene ogni due anni. È organizzata dalla European Handball Federation (EHF). La Norvegia è la nazionale campione in carica, avendo vinto il titolo nell'edizione 2024, nonché la nazionale col maggior numero di titoli vinti (10).

## Edizioni
| Anno          | Ospitante                                    | Finale     | Finale        | Finale      | Finale terzo e quarto posto | Finale terzo e quarto posto | Finale terzo e quarto posto |
| Anno          | Ospitante                                    | Vincitore  | Risultato     | 2º posto    | 3º posto                    | Risultato                   | 4º posto                    |
| ------------- | -------------------------------------------- | ---------- | ------------- | ----------- | --------------------------- | --------------------------- | --------------------------- |
| 1994 Dettagli | Germania                                     | Danimarca  | 27 – 23       | Germania    | Norvegia                    | 24 – 19                     | Ungheria                    |
| 1996 Dettagli | Danimarca                                    | Danimarca  | 25 – 23       | Norvegia    | Austria                     | 30 – 23                     | Germania                    |
| 1998 Dettagli | Paesi Bassi                                  | Norvegia   | 24 – 16       | Danimarca   | Ungheria                    | 30 – 24                     | Austria                     |
| 2000 Dettagli | Romania                                      | Ungheria   | 32 – 30       | Ucraina     | Russia                      | 21 – 16                     | Romania                     |
| 2002 Dettagli | Danimarca                                    | Danimarca  | 25 – 22       | Norvegia    | Francia                     | 27 – 22                     | Russia                      |
| 2004 Dettagli | Ungheria                                     | Norvegia   | 27 – 25       | Danimarca   | Ungheria                    | 29 – 25                     | Russia                      |
| 2006 Dettagli | Svezia                                       | Norvegia   | 27 – 24       | Russia      | Francia                     | 29 – 25                     | Germania                    |
| 2008 Dettagli | Macedonia                                    | Norvegia   | 34 – 21       | Spagna      | Russia                      | 24 – 21                     | Germania                    |
| 2010 Dettagli | Danimarca Norvegia                           | Norvegia   | 25 – 20       | Svezia      | Romania                     | 16 – 15                     | Danimarca                   |
| 2012 Dettagli | Serbia                                       | Montenegro | 34 – 31 (dts) | Norvegia    | Ungheria                    | 41 – 38 (dts)               | Serbia                      |
| 2014 Dettagli | Croazia Ungheria                             | Norvegia   | 28 – 25       | Spagna      | Svezia                      | 25 – 23                     | Montenegro                  |
| 2016 Dettagli | Svezia                                       | Norvegia   | 30 – 29       | Paesi Bassi | Francia                     | 25 – 22                     | Danimarca                   |
| 2018 Dettagli | Francia                                      | Francia    | 24 – 21       | Russia      | Paesi Bassi                 | 24 – 20                     | Romania                     |
| 2020 Dettagli | Danimarca                                    | Norvegia   | 22 – 20       | Francia     | Croazia                     | 25 – 19                     | Danimarca                   |
| 2022 Dettagli | Macedonia del Nord Montenegro Slovenia       | Norvegia   | 27 – 25       | Danimarca   | Montenegro                  | 27 – 25 (dts)               | Francia                     |
| 2024 Dettagli | Austria Svizzera Ungheria                    | Norvegia   | 31 – 23       | Danimarca   | Ungheria                    | 25 – 24                     | Francia                     |
| 2026 Dettagli | Polonia Rep. Ceca Romania Slovacchia Turchia |            |               |             |                             |                             |                             |
| 2028 Dettagli | Danimarca Norvegia Svezia                    |            |               |             |                             |                             |                             |

## Medagliere
Medagliere come da sito ufficiale EHF.
| Posizione | Paese       |    |   |   | Totale |
| --------- | ----------- | -- | - | - | ------ |
| 1         | Norvegia    | 10 | 3 | 1 | 14     |
| 2         | Danimarca   | 3  | 4 | 0 | 7      |
| 3         | Francia     | 1  | 1 | 3 | 5      |
| 4         | Ungheria    | 1  | 0 | 4 | 5      |
| 5         | Montenegro  | 1  | 0 | 1 | 2      |
| 6         | Russia      | 0  | 2 | 2 | 4      |
| 7         | Spagna      | 0  | 2 | 0 | 2      |
| 8         | Paesi Bassi | 0  | 1 | 1 | 2      |
| 8         | Svezia      | 0  | 1 | 1 | 2      |
| 10        | Germania    | 0  | 1 | 0 | 1      |
| 10        | Ucraina     | 0  | 1 | 0 | 1      |
| 12        | Austria     | 0  | 0 | 1 | 1      |
| 12        | Croazia     | 0  | 0 | 1 | 1      |
| 12        | Romania     | 0  | 0 | 1 | 1      |

## Piazzamenti
Legenda:
- 1º - Campione
- 2º - Secondo posto
- 3º - Terzo posto
- 4º - Quarto posto
- Q - Qualificato al torneo
- •  - Non qualificato
- x  - Non ha partecipato / squalificato / ritirato
- - Paese ospitante

Per ogni edizione è presente tra parentesi il numero di nazionali partecipanti.
| Squadre nazionali                                                     | 1994 (12) | 1996 (12) | 1998 (12) | 2000 (12) | 2002 (16) | 2004 (16) | 2006 (16) | 2008 (16) | 2010 (16) | 2012 (16) | 2014 (16) | 2016 (16) | 2018 (16) | 2020 (16) | 2022 (16) | 2024 (24) | 2026 (24) | 2028 (24) | Totale |
| Austria                                                               | 9º        | 3º        | 4º        | 12º       | 9º        | 10º       | 10º       | 15º       | •         | •         | •         | •         | •         | •         | •         | 14º       |           |           | 9      |
| Bielorussia                                                           | •         | •         | •         | 11º       | 16º       | 16º       | •         | 12º       | •         | •         | •         | •         | •         | •         | •         | •         |           |           | 4      |
| Croazia                                                               | 5º        | 6º        | •         | •         | •         | 13º       | 7º        | 6º        | 9º        | 13º       | 13º       | 16º       | 16º       | 3º        | 10º       | 19º       |           |           | 13     |
| Danimarca                                                             | 1º        | 1º        | 2º        | 10º       | 1º        | 2º        | 11º       | 11º       | 4º        | 5º        | 8º        | 4º        | 8º        | 4º        | 2º        | 2º        |           | Q         | 17     |
| Fær Øer                                                               | •         | •         | •         | •         | •         | •         | •         | •         | •         | •         | •         | •         | •         | •         | •         | 17º       |           |           | 1      |
| Francia                                                               | •         | •         | •         | 5º        | 3º        | 11º       | 3º        | 14º       | 5º        | 9º        | 5º        | 3º        | 1º        | 2º        | 4º        | 4º        |           |           | 13     |
| Germania                                                              | 2º        | 4º        | 6º        | 9º        | 11º       | 5º        | 4º        | 4º        | 13º       | 7º        | 10º       | 6º        | 10º       | 7º        | 7º        | 7º        |           |           | 16     |
| Islanda                                                               | •         | •         | •         | •         | •         | •         | •         | •         | 15º       | 15º       | •         | •         | •         | •         | •         | 16º       |           |           | 3      |
| Lituania                                                              | •         | 12º       | •         | •         | •         | •         | •         | •         | •         | •         | •         | •         | •         | •         | •         | •         |           |           | 1      |
| Macedonia del Nord                                                    | •         | •         | 8º        | 8º        | •         | •         | 12º       | 7º        | •         | 16º       | •         | •         | •         | •         | 16º       | 18º       |           |           | 7      |
| Montenegro                                                            | -         | -         | -         | -         | -         | -         | •         | •         | 6º        | 1º        | 4º        | 13º       | 9º        | 8º        | 3º        | 8º        |           |           | 8      |
| Norvegia                                                              | 3º        | 2º        | 1º        | 6º        | 2º        | 1º        | 1º        | 1º        | 1º        | 2º        | 1º        | 1º        | 5º        | 1º        | 1º        | 1º        |           | Q         | 17     |
| Paesi Bassi                                                           | •         | •         | 10º       | •         | 14º       | •         | 15º       | •         | 8º        | •         | 7º        | 2º        | 3º        | 6º        | 6º        | 6º        |           |           | 10     |
| Polonia                                                               | •         | 11º       | 5º        | •         | •         | •         | 8º        | •         | •         | •         | 11º       | 15º       | 14º       | 14º       | 13º       | 9º        | Q         |           | 10     |
| Portogallo                                                            | •         | •         | •         | •         | •         | •         | •         | 16º       | •         | •         | •         | •         | •         | •         | •         | 22º       |           |           | 2      |
| Rep. Ceca                                                             | 8º        | •         | •         | •         | 8º        | 15º       | •         | •         | •         | 12º       | •         | 10º       | 15º       | 15º       | •         | 15º       | Q         |           | 8      |
| Romania                                                               | 10º       | 5º        | 11º       | 4º        | 7º        | 7º        | •         | 5º        | 3º        | 10º       | 9º        | 5º        | 4º        | 12º       | 12º       | 11º       | Q         |           | 15     |
| Russia                                                                | 6º        | 7º        | 9º        | 3º        | 4º        | 4º        | 2º        | 3º        | 7º        | 6º        | 14º       | 7º        | 2º        | 5º        | •         | •         |           |           | 14     |
| Jugoslavia (1994-2002) Serbia e Montenegro (2003-2006) Serbia (2006-) | •         | •         | •         | 7º        | 6º        | 12º       | 14º       | 13º       | 14º       | 4º        | 15º       | 9º        | 11º       | 13º       | 15º       | 21º       |           |           | 14     |
| Slovacchia                                                            | 12º       | •         | •         | •         | •         | •         | •         | •         | •         | •         | 12º       | •         | •         | •         | •         | 24º       | Q         |           | 4      |
| Slovenia                                                              | •         | •         | •         | •         | 10º       | 9º        | 16º       | •         | 16º       | •         | •         | 14º       | 13º       | 16º       | 8º        | 10º       |           |           | 9      |
| Spagna                                                                | •         | •         | 12º       | •         | 13º       | 8º        | 9º        | 2º        | 11º       | 11º       | 2º        | 11º       | 12º       | 9º        | 9º        | 13º       |           |           | 13     |
| Svezia                                                                | 7º        | 8º        | •         | •         | 15º       | 14º       | 6º        | 9º        | 2º        | 8º        | 3º        | 8º        | 6º        | 11º       | 5º        | 5º        |           | Q         | 15     |
| Svizzera                                                              | •         | •         | •         | •         | •         | •         | •         | •         | •         | •         | •         | •         | •         | •         | 14º       | 12º       |           |           | 2      |
| Turchia                                                               | •         | •         | •         | •         | •         | •         | •         | •         | •         | •         | •         | •         | •         | •         | •         | 20º       | Q         |           | 2      |
| Ucraina                                                               | 11º       | 9º        | 7º        | 2º        | 12º       | 6º        | 13º       | 10º       | 12º       | 14º       | 16º       | •         | •         | •         | •         | 23º       |           |           | 12     |
| Ungheria                                                              | 3º        | 10º       | 3º        | 1º        | 5º        | 3º        | 5º        | 8º        | 10º       | 3º        | 6º        | 12º       | 7º        | 10º       | 11º       | 3º        |           |           | 16     |